# Мігель Наварро (футболіст)
Мігель Анхель Наварро Сарате (ісп. Miguel Ángel Navarro Zárate, нар. 26 лютого 1999, Маракайбо) — венесуельський футболіст, захисник аргентинського клубу «Тальєрес» та національної збірної Венесуели.

## Клубна кар'єра
Народився 26 лютого 1999 року в Маракайбо. Вихованець юнацьких команд клубу «Депортіво Ла Гвайра».
У дорослому футболі дебютував 2017 року виступами за команду «ХБЛ дель Сулія», в якій того року взяв участь у 19 матчах чемпіонату, після чого два роки провів у головній команді «Депортіво Ла Гвайра».
Своєю грою за останню команду привернув увагу представників тренерського штабу американського «Чикаго Файр», до складу якого приєднався 2020 року. Відіграв за команду з Чикаго наступні три сезони своєї ігрової кар'єри. Більшість часу, проведеного у складі «Чикаго Файр», був основним гравцем захисту команди.
2024 року перейшов до лав іншого клубу MLS «Колорадо Репідс», проте відразу ж був відданий в оренду до аргентинського «Тальєрес».

## Виступи за збірні
Протягом 2019–2020 років залучався до складу молодіжної збірної Венесуели. На молодіжному рівні зіграв в 11 офіційних матчах.
2022 року дебютував в офіційних матчах у складі національної збірної Венесуели.
У складі збірної був учасником розіграшу Кубка Америки 2024 року у США, де взяв участь у трьох з чотирьох іграх своєї команди.

## Статистика виступів

### Статистика виступів за збірну
Станом на 31 жовтня 2024
| Дата       | Місто          | Господарі         | Результат          | Гості     | Турнір                          | Голи | Примітки  |
| ---------- | -------------- | ----------------- | ------------------ | --------- | ------------------------------- | ---- | --------- |
| 25-3-2022  | Буенос-Айрес   | Аргентина         | 3 – 0              | Венесуела | Відбір до ЧС 2022               | -    | 12' 46'   |
| 9-6-2022   | Мурсія         | Саудівська Аравія | 0 – 1              | Венесуела | товариський матч                | -    | 46'       |
| 20-11-2022 | Дубай          | Сирія             | 1 – 2              | Венесуела | товариський матч                | -    | 46' 64'   |
| 24-3-2023  | Джидда         | Саудівська Аравія | 1 – 2              | Венесуела | товариський матч                | -    | 90+3'     |
| 28-3-2023  | Джидда         | Узбекистан        | 1 – 1              | Венесуела | товариський матч                | -    |           |
| 12-9-2023  | Матурін        | Венесуела         | 1 – 0              | Парагвай  | Відбір до ЧС 2026               | -    | 75' 90+6' |
| 17-10-2023 | Матурін        | Венесуела         | 3 – 0              | Чилі      | Відбір до ЧС 2026               | -    |           |
| 16-11-2023 | Матурін        | Венесуела         | 0 – 0              | Еквадор   | Відбір до ЧС 2026               | -    |           |
| 21-11-2023 | Ліма           | Перу              | 1 – 1              | Венесуела | Відбір до ЧС 2026               | -    |           |
| 21-3-2024  | Форт-Лодердейл | Венесуела         | 1 – 2              | Італія    | товариський матч                | -    |           |
| 24-3-2024  | Х'юстон        | Гватемала         | 0 – 0              | Венесуела | товариський матч                | -    |           |
| 22-6-2024  | Санта-Клара    | Еквадор           | 1 – 2              | Венесуела | Копа Америка 2024 - 1-й етап    | -    |           |
| 26-6-2024  | Інглвуд        | Венесуела         | 1 – 0              | Мексика   | Копа Америка 2024 - 1-й етап    | -    | 64'       |
| 5-7-2024   | Арлінгтон      | Венесуела         | 1 – 1 (3 – 4 п.п.) | Канада    | Копа Америка 2024 - чвертьфінал | -    |           |
| 5-9-2024   | Альту-Пата     | Болівія           | 4 – 0              | Венесуела | Відбір до ЧС 2026               | -    |           |
| 10-9-2024  | Матурін        | Венесуела         | 0 – 0              | Уругвай   | Відбір до ЧС 2026               | -    | 67'       |
| 15-10-2024 | Асунсьйон      | Парагвай          | 2 – 1              | Венесуела | Відбір до ЧС 2026               | -    | 12'       |
| Усього     |                | Матчів            | 17                 |           | Голів                           | 0    |           |

| Дата      | Місто      | Господарі | Результат | Гості      | Турнір                                                 | Голи | Примітки |
| --------- | ---------- | --------- | --------- | ---------- | ------------------------------------------------------ | ---- | -------- |
| 30-7-2018 | Алькудія   | Венесуела | 2 – 1     | Мавританія | Товариський матч                                       | -    | 60'      |
| 7-9-2018  | Брейдентон | США       | 2 – 2     | Венесуела  | Товариський матч                                       | -    |          |
| 9-9-2018  | Брейдентон | Ямайка    | 0 – 1     | Венесуела  | Товариський матч                                       | -    | 85'      |
| 11-9-2018 | Брейдентон | США       | 3 – 1     | Венесуела  | Товариський матч                                       | -    | 62' 89'  |
| 17-1-2019 | Ранкагуа   | Венесуела | 1 – 0     | Колумбія   | Чемпіонат Південної Америки U-20 2019 - 1-й етап       | -    | 17', 46' |
| 21-1-2019 | Ранкагуа   | Бразилія  | 2 – 1     | Венесуела  | Чемпіонат Південної Америки U-20 2019 - 1-й етап       | -    | 51'      |
| 23-1-2019 | Ранкагуа   | Болівія   | 0 – 1     | Венесуела  | Чемпіонат Південної Америки U-20 2019 - 1-й етап       | -    |          |
| 29-1-2019 | Ранкагуа   | Венесуела | 1 – 1     | Уругвай    | Чемпіонат Південної Америки U-20 2019 - фінальний етап | -    |          |
| 1-2-2019  | Ранкагуа   | Венесуела | 2 – 0     | Бразилія   | Чемпіонат Південної Америки U-20 2019 - фінальний етап | -    |          |
| 4-2-2019  | Ранкагуа   | Венесуела | 0 – 3     | Аргентина  | Чемпіонат Південної Америки U-20 2019 - фінальний етап | -    |          |
| 7-2-2019  | Ранкагуа   | Венесуела | 0 – 2     | Колумбія   | Чемпіонат Південної Америки U-20 2019 - фінальний етап | -    |          |
| Усього    |            | Матчів    | 11        |            | Голів                                                  | 0    |          |